# أكمادينية
أكمادِينية أو أقْمدانِية هو جنس من كاسيات البذور في الفصيلة السذابية. تأتي الأنواع في الغالب من مقاطعة رأس الرجاء الصالح الغربية بجنوب إفريقية